# Aeternitas
Aeternitas (łac. aeternĭtās – wieczność, wieczny byt, nieskończoność) – rzymskie uosobienie wieczności, trwania (trwałości), nieśmiertelności.
Na monetach cesarstwa pojawia się dopiero w okresie panowania Flawiuszów (od Wespazjana) i występuje aż do początku rządów Dioklecjana, zanikając całkowicie w okresie tetrarchii. Na ich rewersach przedstawiana w bardzo różnorodnej postaci i z rozmaitymi atrybutami. Początkowo zwykle jako stojąca (rzadziej siedząca) postać kobieca z długim berłem i rogiem obfitości, trzymająca pochodnię lub glob i ster albo feniksa, a także symbole słońca (Sol) i księżyca (Luna). Wyjątkowo widnieje na denarach Julii Domny z popiersiami jej synów, i Septymiusza Sewera (księżyc z gwiazdami). Na monetach Filipa I i jego syna symbolizuje ją słoń jako zwierzę długowieczne; w drugiej połowie III wieku – postać Sola z globem.
W propagandzie imperium stanowiła przede wszystkim symbol trwałości i ciągłości władzy, a także zdolności jej odradzania się (feniks), zwłaszcza po narodzinach cesarskiego potomstwa. Na monetach bitych w imieniu cesarzowych oznaczała również upamiętnienie zmarłej małżonki. Wyobrażana najczęściej z legendami (inskrypcjami) Aeternitas i Aeternitas Augusti/Augustae; rzadko Aeternit[as] Imper[ii] (na monetach Filipa Młodszego i Karusa), wyjątek stanowi Aeternitas Populi Romani za Wespazjana. 